# 100 dolog a gimi előtt
A 100 dolog a gimi előtt (eredeti cím: 100 Things to Do Before High School) 2014-től 2016-ig futott amerikai televíziós filmsorozat, amelyet Scott Fellows készített a Nickelodeon számára. A főszereplők Isabela Moner, Jaheem Toombs, Owen Joyner és Jack De Sena. Műfaját tekintve szituációs komédiasorozat. Amerikában 2014. november 11. és 2016. március 21. között a Nickelodeon vetítette. Magyarországon 2016. március 16. és 2016. szeptember 19. között szintén a Nickelodeon sugározta.

## Ismertető
Három gyerekkori legjobb barát elindul egy küldetésre, hogy a legjobbat hozzák ki a felsőtagozat utolsó két évéből azzal, hogy készítenek egy listát 100 dologról, amit el szeretnének érni, mielőtt gimnáziumba mennek. A listájuk és a tanácsadójuk segítségével átélik a felsőtagozat jó és rossz időszakait.

## Szereplők

### Főszereplők
| Szereplő                  | Színész            | Magyar hang    |
| ------------------------- | ------------------ | -------------- |
| CJ Martin                 | Isabela Moner      | Hermann Lilla  |
| Fenwick Frazier           | Jaheem King Toombs | Császár András |
| Christian "Crispo" Powers | Owen Joyner        | Penke Bence    |
| Jack Roberts              | Jack De Sena       | Horváth Illés  |

### Mellékszereplők
| Szereplő                            | Színész              | Magyar hang          |
| ----------------------------------- | -------------------- | -------------------- |
| Ronbie Martin                       | Max Ehrich           | Baráth István        |
| Mrs. Martin                         | Stephanie Escajeda   | Madarász Éva         |
| Mr. Martin                          | Henry Dittman        | Galbenisz Tomasz     |
| Hader igazgatónő                    | Lisa Arch            | Bertalan Ágnes       |
| Henry Slinko                        | Christopher Neiman   | Gardi Tamás          |
| Mr. Bored                           | Raajeev Aggerwhil    | Kapácsy Miklós       |
| Mr. Bandt                           | Marcus Folmar        | Bodrogi Attila       |
| Mindy Minus                         | Brady Reiter         | Györke Laura         |
| Paul Schmolitor                     | Matthew Scott Miller | Straub Norbert       |
| Benji Froman                        | Benjamin Royer       | Ács Balázs           |
| Enzo Froman                         | Matthew Royer        | Ács Balázs           |
| Blake Montgomery                    | Jacob Melton         | Ifj. Boldog Gábor    |
| Arthur Pickwickle                   | Gianni Decenzo       | Nagy Gereben         |
| LeBeau edző                         | Diane Delano         | Kocsis Mariann       |
| Natasha Villavovodovich konyhásnéni | Debra Christofferson | Réti Szilvia         |
| Mark Chernoff                       | Gerdan Burton        | Straub Martin        |
| Jópasi Gimnazista                   | Chazz Nittolo        | Czető Ádám (1. hang) |
| Tudós fiú                           | Karan Soni           | Penke Soma           |
| Stephen "Flick" Powers              | Garrett Clayton      | Moser Károly         |

## Magyar változat[3]
A szinkront az SDI Media Hungary készítette.
- Magyar szöveg: Moduna Zsuzsa
- Vágó: Wünsch Attila, Pilipár Éva
- Hangmérnök: Weichinger Kálmán
- Gyártásvezető: Németh Piroska
- Szinkronrendező: Dezsőffy Rajz Katalin
- Produkciós vezető: Koleszár Emőke
- Felolvasó: Schmidt Andrea
- Narrátor: Fehérváry Márton

## Epizódok

### Évados áttekintés
| Évad | Évad     | Epizódok | Eredeti sugárzás   | Eredeti sugárzás   | Magyar sugárzás   | Magyar sugárzás   |
| Évad | Évad     | Epizódok | Évadpremier        | Évadfinálé         | Évadpremier       | Évadfinálé        |
| ---- | -------- | -------- | ------------------ | ------------------ | ----------------- | ----------------- |
|      | Bevezető | Bevezető | 2014. november 11. | 2014. november 11. | 2016. március 16. | 2016. március 21. |
|      | 1.       | 24       | 2015. május 30.    | 2016. február 27.  | 2016. március 24. | 2016. október 30. |

### Bevezető (2014)
| Eredeti cím                         | Magyar cím               | Rendezte       | Írta          | Eredeti premier    | Magyar premier    | Gyártási kód |
| ----------------------------------- | ------------------------ | -------------- | ------------- | ------------------ | ----------------- | ------------ |
| 100 Things to Do Before High School | Bevezető epizód, 1. rész | Jonathan Judge | Scott Fellows | 2014. november 11. | 2016. március 16. | 101          |
| 100 Things to Do Before High School | Bevezető epizód, 2. rész | Jonathan Judge | Scott Fellows | 2014. november 11. | 2016. március 21. | 102          |

### 1. évad (2015-2016)
| #   | Eredeti cím                                                                    | Magyar cím                           | Rendezte             | Írta                       | Eredeti premier      | Magyar premier       | Gyártási kód |
| --- | ------------------------------------------------------------------------------ | ------------------------------------ | -------------------- | -------------------------- | -------------------- | -------------------- | ------------ |
| 1.  | Start a Garage Band Thing!                                                     | Csinálj garázszenekart!              | Carlos Gonzalez      | Julie Brown                | 2015. május 30.      | 2016. március 24.    | 105          |
| 2.  | Run with the Bears Thing!                                                      | Futás a medvékkel!                   | Savage Steve Holland | Keith Wagner               | 2015. június 6.      | 2016. március 25.    | 106          |
| 3.  | Say Yes to Everything for a Day Thing!                                         | A mondj mindenre igent nap!          | Savage Steve Holland | Nathan Knetchel            | 2015. június 13.     | 2016. március 23.    | 104          |
| 4.  | Be a Fairy Godmother Thing!                                                    | Legyünk Tündérkeresztanyák!          | Savage Steve Holland | Mark Fellows               | 2015. június 20.     | 2016. március 28.    | 107          |
| 5.  | Stay Up All Night Thing!                                                       | Átvirrasztjuk az éjszakát!           | Jonathan Judge       | Lazar Saric                | 2015. június 27.     | 2016. március 29.    | 108          |
| 6.  | Adopt a Flour Baby Thing!                                                      | Fogadjunk örökbe lisztbabát!         | Savage Steve Holland | Scott Fellows              | 2015. július 11.     | 2016. március 30.    | 109          |
| 7.  | Change Your Look and See What Happens Thing!                                   | Legyen más külsőd és lássuk mi lesz! | Melissa Kosar        | Katie Mattila              | 2015. július 18.     | 2016. március 31.    | 110          |
| 8.  | Find Your Super Power Thing!                                                   | Találd meg a szupererőd!             | Jonathan Judge       | Scott Fellows              | 2015. július 25.     | 2016. március 22.    | 103          |
| 9.  | Scavenger Hunt Thing!                                                          | A kincsvadászat!                     | Jonathan Judge       | Julie Brown                | 2015. szeptember 19. | 2016. április 1.     | 111          |
| 10. | Make a New Friend Thing!                                                       | Szerezz új barátot!                  | Savage Steve Holland | Nathan Knetchel            | 2015. szeptember 26. | 2016. április 4.     | 112          |
| 11. | Be a Mad Scientist Thing!                                                      | Legyünk őrült tudósok!               | Julian Petrillo      | Keith Wagner               | 2015. október 3.     | 2016. április 5.     | 113          |
| 12. | Join a Club Thing!                                                             | Lépjünk be egy szakkörbe!            | Jonathan Judge       | Mark Fellows               | 2015. október 10.    | 2016. szeptember 5.  | 115          |
| 13. | Have the Best Halloween Ever Thing!                                            | A leges-legjobb suliween!            | Julian Petrillo      | Lazar Saric & Keith Wagner | 2015. október 24.    | 2016. október 30.    | 125          |
| 14. | Get the Most Out of a Sick Day Thing!                                          | Hozd ki belőle a legtöbbet!          | Savage Steve Holland | Scott Fellows              | 2015. november 7.    | 2016. szeptember 7.  | 117          |
| 15. | Sit at a Different Lunch Table Thing!                                          | Ebédelj egy másik asztalnál!         | Savage Steve Holland | Lazar Saric                | 2015. november 14.   | 2016. szeptember 6.  | 116          |
| 16. | Survive the Virus Attack Trapped in the Last Home Base Station on Earth Thing! | Túlélni a vírustámadást!             | Jonathan Judge       | Mark Fellows               | 2015. november 21.   | 2016. szeptember 13. | 121          |
| 17. | Run for Office Thing!                                                          | Indulás a választáson!               | Savage Steve Holland | Keith Wagner               | 2016. január 9.      | 2016. szeptember 9.  | 119          |
| 18. | Always Tell the Truth (But Not Always) Thing!                                  | Mindig mondj igazat!                 | Joe Menendez         | Lazar Saric                | 2016. január 16.     | 2016. szeptember 16. | 124          |
| 19. | Become a Millionaire and Give It All Away Thing!                               | Legyél milliomos!                    | Savage Steve Holland | Sona Panos                 | 2016. január 23.     | 2016. szeptember 14. | 122          |
| 20. | Leave Your Mark Thing!                                                         | Hagyj nyomot!                        | Julian Petrillo      | Lazar Saric                | 2016. január 30.     | 2016. szeptember 8.  | 118          |
| 21. | Meet Your Idol Thing!                                                          | Találkozz a példaképeddel!           | Melissa Kosar        | Scott Fellows              | 2016. február 6.     | 2016. szeptember 15. | 123          |
| 22. | Master a Thing Thing!                                                          | Legyél valami mestere!               | Stewart Schill       | Nathan Knetchel            | 2016. február 13.    | 2016. szeptember 12. | 120          |
| 23. | Raise Your Hand Thing!                                                         | Jelentkezz!                          | Jonathan Judge       | Scott Fellows              | 2016. február 20.    | 2016. szeptember 19. | 126          |
| 24. | Get Your Heart Pre-Broken Thing!                                               | Törjük össze a szívünket!            | Savage Steve Holland | Scott Fellows              | 2016. február 27.    | 2016. szeptember 18. | 114          |

## Gyártás
A sorozat először 2014. november 11-én került adásba, egy órás bevezető résszel. 2016. szeptember 11-én Lisa Arch színésznő a Twitteren kijelentette, hogy a sorozatot a Nickelodeon elkaszálta.

## Fordítás
- Ez a szócikk részben vagy egészben  a(z)   100 Things to Do Before High School című angol Wikipédia-szócikk ezen változatának fordításán alapul.  Az eredeti cikk szerkesztőit annak laptörténete sorolja fel. Ez a jelzés csupán a megfogalmazás eredetét és a szerzői jogokat jelzi, nem szolgál a cikkben szereplő információk forrásmegjelöléseként.